# Плавание на летних Олимпийских играх 1924
Соревнования по плаванию на летних Олимпийских играх 1924 года проводились как среди мужчин, так и среди женщин.

## Общий медальный зачёт
| Место | Страна         | Золото | Серебро | Бронза | Всего |
| ----- | -------------- | ------ | ------- | ------ | ----- |
| 1     | США            | 9      | 5       | 5      | 19    |
| 2     | Великобритания | 1      | 2       | 1      | 4     |
| 3     | Австралия      | 1      | 1       | 2      | 4     |
| 4     | Швеция         | 0      | 2       | 2      | 4     |
| 5     | Бельгия        | 0      | 1       | 0      | 1     |
| 6     | Венгрия        | 0      | 0       | 1      | 1     |

## Медалисты

### Мужчины
| Дисциплина                      | Золото                                                                                         | Серебро                                                                                  | Бронза                                                                                    |
| ------------------------------- | ---------------------------------------------------------------------------------------------- | ---------------------------------------------------------------------------------------- | ----------------------------------------------------------------------------------------- |
| 100 м вольным стилем            | Джонни Вайсмюллер США                                                                          | Дьюк Каханамоку США                                                                      | Сэмюэл Каханамоку США                                                                     |
| 400 м вольным стилем            | Джонни Вайсмюллер США                                                                          | Арне Борг Швеция                                                                         | Эндрю Чарлтон Австралия                                                                   |
| 1500 м вольным стилем           | Эндрю Чарлтон Австралия                                                                        | Арне Борг Швеция                                                                         | Фрэнк Борепейр Австралия                                                                  |
| 100 м на спине                  | Уоррен Кеалоха США                                                                             | Пол Вайатт США                                                                           | Карой Барта Венгрия                                                                       |
| 200 м брассом                   | Роберт Скелтон США                                                                             | Жозеф де Комб Бельгия                                                                    | Вильям Киршбаум США                                                                       |
| Эстафета 4×200 м вольным стилем | США · Ральф Брейер · Гарри Глэнси · Ричард Ховелл · Джеймс Уоллес О'Коннор · Джонни Вайсмюллер | Австралия · Фрэнк Борепейр · Эндрю Чарлтон · Морис Кристи · Эрнест Генри · Айвэн Стедман | Швеция · Арне Борг · Оке Борг · Тор Хеннинг · Йёста Перссон · Орвар Тролле · Георг Вернер |

### Женщины
| Дисциплина                      | Золото                                                                  | Серебро                                                                         | Бронза                                                                 |
| ------------------------------- | ----------------------------------------------------------------------- | ------------------------------------------------------------------------------- | ---------------------------------------------------------------------- |
| 100 м вольным стилем            | Этель Лэки США                                                          | Марихен Везелау США                                                             | Гертруда Эдерле США                                                    |
| 400 м вольным стилем            | Марта Норелиус США                                                      | Хелен Уэйнрайт США                                                              | Гертруда Эдерле США                                                    |
| 100 м на спине                  | Сибил Бауэр США                                                         | Филлис Хардинг Великобритания                                                   | Эйлин Риджин США                                                       |
| 200 м брассом                   | Люси Мортон Великобритания                                              | Агнес Герэти США                                                                | Глэдис Карсон Великобритания                                           |
| Эстафета 4×100 м вольным стилем | США · Юфрэйзиа Доннели · Гертруда Эдерле · Этель Лэки · Марихен Везелау | Великобритания · Флоренс Баркер · Констанс Джинс · Грейс МакКензи · Вера Таннер | Швеция · Айна Берг · Гурли Эверлунд · Виван Петтерссон · Йёрдис Тёпель |